# 三国山 (鳥取県・岡山県)
三国山（みくにがせん、みくにやま）は、鳥取県と岡山県の県境をなす山である。山と溪谷社による中国百名山の一つ。
鳥取県側の「北嶺」と岡山県側の「南嶺」の2つの頂がある。
旧因幡国と旧伯耆国からなる鳥取県を東西に分ける三国山塊の主峰である。

## 山名の由来
因幡国、伯耆国、美作国の国境であったことから。「三国ガ山」との表記もある。

## 2つの嶺
三国山には2つの頂がある。
南嶺（1213メートル）が実際に因幡・伯耆・美作の三国の境になっており、本来の「三国山」にあたる。この南嶺へは、岡山県側の鏡野町が登山道を整備した。
また、南嶺から稜線沿いに800メートルほど南にいくと1247.7メートルの頂があり、四等三角点「ギラガ仙」がある。鏡野町側の登山道から南嶺を目指す場合には、このギラガ仙（ギラガ山）を通過する。
これに対し、北嶺（1251.9メートル）には近年になって一等三角点が設置されたが、その際に三角点の名称が「三国山」となった。北嶺へは、鳥取県鳥取市（旧佐治村）から登山道が整備されている。

## 三国山塊
三国山を中心とする山塊で、因幡国と伯耆国を分けていた。現在も鳥取県を東部（旧因幡国）・中央部（旧伯耆国東部）に分けている。成層火山で、第三紀（6430～260万年前）の後期に噴火を起こして形成され、中国山地との間に谷（古人形谷）を作った。谷は堰き止められて巨大な堰止湖となり、その湖底で人形峠層が堆積し、ウランなどの金属鉱床を産んだ。

## 地理・地誌
山域は氷ノ山後山那岐山国定公園に含まれている。
山の南西は岡山県鏡野町、北西側は鳥取県三朝町に属し、東半分は鳥取市に属する。南西の岡山県側の斜面は比較的なだらかで、一帯には恩原高原が広がり、瀬戸内海へむけて南流する吉井川の源流がある。
鳥取県側は概して急峻で、北麓には天神川水系の小鹿川が流れ、三徳山との間に小鹿渓を形成している。南東側の山王谷は佐治川を経て千代川へ注ぐ。
斜面にはネマガリダケの群落があり、地元では春のタケノコ採りで知られる。

## 植生
三国山は、以前はブナが広く分付していたが、東斜面や南西斜面ではブナが伐採されてスギ・ヒノキの人工林となった。三朝町側の北西斜面の一部にブナの原生林が残っており、1993年に国によって自然維持林とされ、観察のための登山道が敷かれた。ここでは標高800mから1000mあたりにかけて、140haあまりのブナ林があり、樹齢200年前後の大木が連なっている。

## 登山ルート
北嶺へは、東山麓の鳥取市佐治地区から山王谷第2林道に入ると、登山口と無人の避難小屋がある。ここからなだらかな斜面を上り、V字谷を2度越えて尾根道へ出る（片道約1時間20分）。山頂には展望台が設置されている。
南嶺へは、鏡野町の恩原高原にある恩原牧場付近から入り、ギラガ山を越えて稜線に出て、尾根伝いに山頂へ至る（片道約1時間半）。
北嶺と南嶺は1キロほどの距離だが、間の尾根は厳しい藪漕ぎになり、往来は難しい。